# Nihoa mahina
Nihoa mahina is een spinnensoort uit de familie Barychelidae. De soort komt voor in Hawaï.